# 오티스 데이비스
오티스 데이비스(Otis Davis, 본명: 오티스 크랜달 데이비스, 본명 영어: Otis Crandall Davis, 1932년 7월 12일 ~ 2024년 9월 14일)는 전직 미국 육상 경기 선수로, 1960년 하계 올림픽에서 400m와 1600m 계주 모두에서 기록적인 성과로 두 개의 금메달을 획득했다. 데이비스는 400m 종목에서 44.9초의 새로운 세계 기록을 세웠고, 45초의 벽을 깨뜨린 최초의 남자가 되었다.